# منيل الهويشات
منيل الهويشات إحدى قرى مركز طنطا التابع لمحافظة الغربية بجمهورية مصر العربية.

## التاريخ
قرية منيل الهويشات من القرى القديمة، حيث وردت باسم «جزاير شبرا النّمله» المعروفة أيضًا بـ «هوشات» في أعمال جزيرة بني نصر ضمن قرى الروك الصلاحي التي أحصاها ابن مماتي في كتاب قوانين الدواوين، كما وردت باسم «منيل أبو هوشان» في أعمال الغربية ضمن قرى الروك الناصري التي أحصاها ابن الجيعان في كتاب «التحفة السنية بأسماء البلاد المصرية».
وردت باسم «منيل هوشات» في التربيع العثماني الذي أجراه الوالي العثماني سليمان باشا الخادم في عصر السلطان العثماني سليمان القانوني ضمن قرى ولاية الغربية، وفي تاريخ 1228هـ/1813م الذي عدّ قرى مصر بعد المسح الذي قام به محمد علي باشا باسم «منيل هويشات» ضمن قرى مديرية الغربية. تغير الاسم إلى «منيل الهويشات» في عام 1263هـ/1847م.

## التعليم
تصل نسبة الأمية في القرية إلى 38.5% بين من تجاوزوا العاشرة من عمرهم، بينما تصل نسبة من حصلوا على تعليم جامعي إلى 3.72% من جملة السكان.

## السكان
بلغ عدد سكان منيل الهويشات 7732 نسمة حسب تقدير عام 2018.
| السنة  | 1897 | 1907 | 1927 | 1947 | 1960 | 1976 | 1986 | 1996 | 2006  | 2018 |
| ------ | ---- | ---- | ---- | ---- | ---- | ---- | ---- | ---- | ----- | ---- |
| القرية | 2068 | 2099 | 2192 | 3251 | 2810 | 3766 | 4409 | 5010 | 5,829 | 7732 |